# Миколай — захисник дітей
Книга «Миколай — захисник дітей» — фентезійний роман українського письменника Георгія Майсурадзе, виданий у 2022 році. Це перша книга автора.

## Анотація
Його звати Миколай. Та це не справжнє його ім'я.
Для когось він усім відомий дядечко, який раз на рік лишає для малечі подарунки під подушкою. Та це лише частина його роботи.
Насправді ж це могутній чарівник, що мешкає десь посеред Києва, і має обов'язок — боронити таємницю невичерпного джерела чарів та захищати дітей від темних сил.
І цю роботу Миколай виконував на відмінно все своє довге життя. Поки не настав час шукати собі наступника.
Хто ж цей обранець, на якого чекають неабиякі випробування, нездоланні перешкоди, знпйомства з чарівними особами та зрештою право тримати знаменитий золотий посох Миротворець?
І чи вдасться йому подолати одвічного ворога, що притаївся поруч?

## Головні герої
- Миколай — захисник, могутній і величний чарівник, хоробрий воїн, який захищає дітей у всьому світі та бориться зі злом.
- Олег — худорлявий чорноволосий підліток, один з трьох обранців, можливий наступник Миколая.
- Захар — рудий підліток в окулярах, спраглий до знань та всього нового, другий з трьох обранців, можливий наступник Миколая.
- Артем — кремезний підліток-спортсмен, захоплюється хокеєм, третій з трьох обранців, можливий наступник Миколая.
- Софія — донька Миколая, та одна з вчителів хлопців.
- Магнус Втихомирювач — троль, страж мосту, та один з вчителів хлопців.
- Еміль — шеф-кухар в фортеці Миколая, живий обладунок з душею французького лицаря.
- Крампус — демон жадоби, що викрадає дітей, кидає їх у свій чорний мішок і поглинає їхні не прожиті роки, завдяки чому збагачує свою силу і міць.

## Сюжет
Події роману розгортаються у м. Київ, всередині котрого є потаємний вхід у чарівну фортецю могунього чарівника Миколая. Тут він мешкає зі своєю любою донькою Софією, та незвичними помічниками: тролем Магнусом, стражем мосту, та шеф-кухарем Емілем.
Вхід у фортецю невидимий для стороннього ока та зачаклований, особливо, щоб туди не могли потрапити злі сили. У фортеці зберігається найцінніший артефакт світу — магічний казан Балдор — джерело невичерпної магії, котре попередники Миколая присяглися берегти за всяку ціну. І саме це є його основною роботою.
Зло стає все сильнішим і Миколай розуміє, що час йому знайти собі наступника. Але, несподівано, Балдор обирає трьох обранців, один з яких і має стати його наступником.
Обранцями стають троє підлітків з Києва: Артем, Захар та Олег. Об'єднані разом спільною справою, вони відкривають для себе магічний і неймовірний світ, знайомляться з фантастичними істотами, навчаються, поринають у пригоди та змагаються, хто ж з них стане наступником могутнього Миколая.
Водночас Краспус накопичує сили, щоб заволодіти Балдором та знищити весь світ. То ж на героїв чекають важкі випробування.
Чи зможуть вони перемогти одвічне зло? І хто з них стане наступником Миколая?

## Цитати з інтерв'ю та цікаві факти
«Миколай — захисник дітей» — це український пригодницький роман про трьох хлопців з Києва, що мають оволодіти чарами, подолати злі сили, та позмагатись між собою за місце наступника самого Миколая! Того самого чарівника, що раз на рік приносить дітям подарунки, а також має значно більш відповідальну роботу.
Це гарна книга. Сподіваюсь вона вам сподобається, а також що ви знайде свого улюбленця. Що можу сказати точно — книг неодмінно буде більше!
"Я цього не пам'ятаю, та за словами моїх родичів я приніс першу «казку», коли мені було три роки. Підозрюю, що на це вплинула моя матір. Я з дитинства любив, коли вона читала мені казки, та ми читали їх так часто, що мені хотілося чути нові історії, тож ми вигадували їх разом. Я часто додав в казку себе з братом, а матір підхоплювала та корегувала сюжет.
Писати щось по справжньому я пробував кожне літо відтоді як мені стукнуло 14. Та весь цей час, я писав нудну воду з фанерними другорядними героями і закидав свої твори. З рештою в такій творчості настала довга пауза, і сюжети, що я вигадував лишалися в моїй голові, або просто перерозповідалися спочатку моєму братові, а згодом майбутній дружині.
Аж раптом, коли мені було 29, я усвідомив просту річ — якщо до 30 я не напишу принаймні одну книгу, я не напишу її ніколи. Так і було прийнято рішення звільнитись з роботи, та здійснити мрію життя.
Якщо ж казати про те, як зародилася сама ідея «Миколай — захисник дітей». Що ж… коли ти весь час мандруєш країною, то в тебе… дуже багато вільного часу) І, коли я їхав 5 годин на автомобілі з Києва в Радехів, я раптом задумався «Гей. Щороку на Заході випускають десятки творів, фільмів, та анімацій пов'язаних з Сантою. І всюди він різний, та подекуди напрочуд грізний та крутий! Є фентезійний Клаус з одноіменного коміксу, козак-Санта з „Вартових Легенд“, кремезний Клаус з одноіменного іспанського мультфільму, десятки гарних прикладів. То чого коли, ми витісняємо Діда Мороза, та популяризуємо Святого Миколая, ми просуваємо лише старого, доброго дідуся? Це має бути виправлено!» Вже в Радехові я мав кістяк сюжету, що негайно обговорив з дружиною, і саме ця книга була обрана, як старт для моєї реалізації як письменника. "

###### Цікаві факти[3]
- Автор писав цю книгу рівно 9 місяців.
- Ілюстрацію на обкладинку книги створив Євген Тончилов, автор ілюстрацій першого коміксу України «Воля».

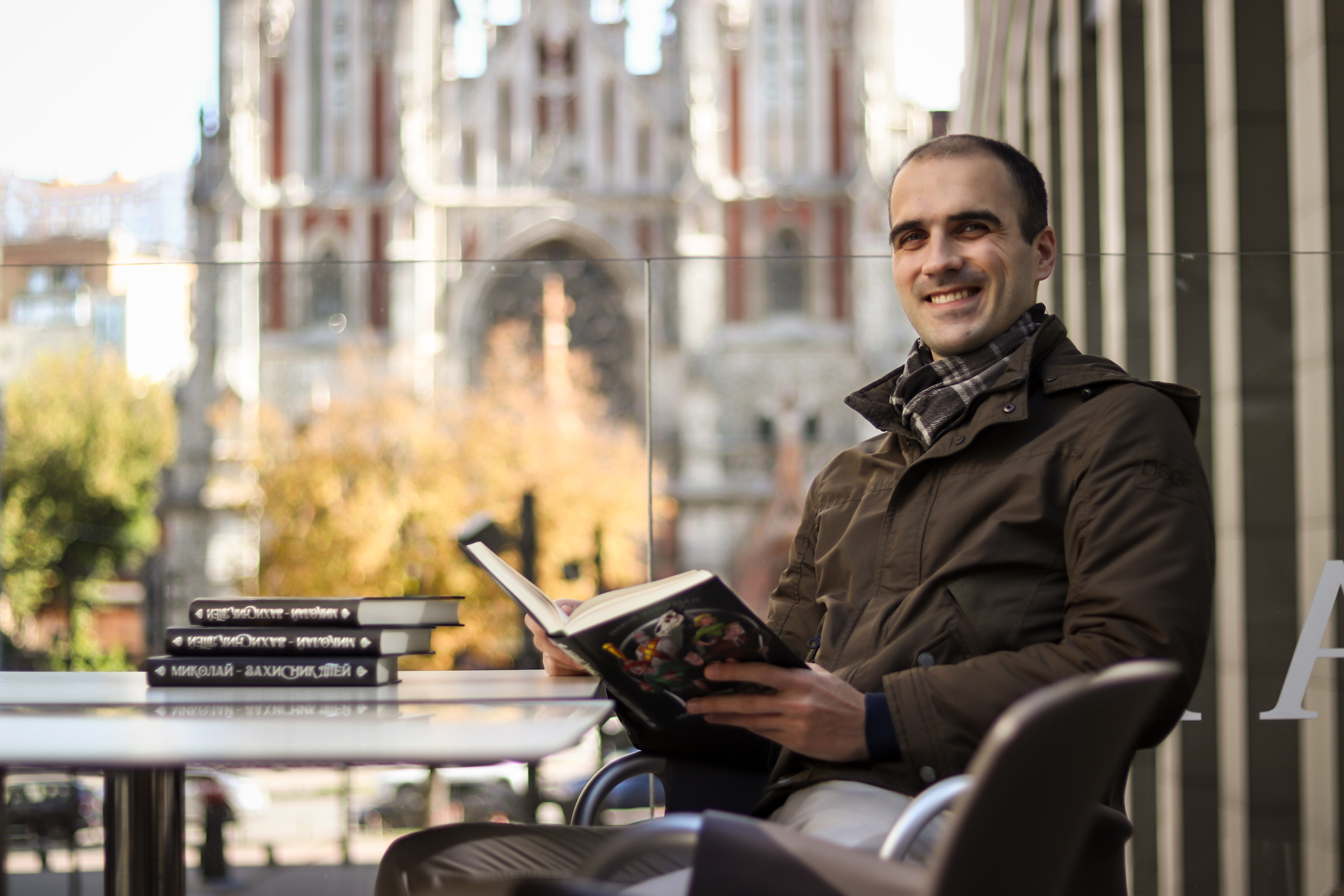
Георгій Майсурадзе з книгою «Миколай — захисник дітей»

- Георгій Майсурадзе з книгою «Миколай — захисник дітей»Автор — самовидавець. Перший тираж книги склав 1000 екземплярів.